# Riupeirós (Avairon)
Riupeirós (en francès Rieupeyroux) és un municipi del departament francès de l'Avairon, a la regió d'Occitània.

## Demografia
| 1962                                       | 1968  | 1975  | 1982  | 1990  | 1999  | 2006  |
| ------------------------------------------ | ----- | ----- | ----- | ----- | ----- | ----- |
| 2.401                                      | 2.492 | 2.524 | 2.556 | 2.348 | 2.157 | 2.066 |
| Des de 1962: població sense dobles comptes |       |       |       |       |       |       |

## Administració
| Període   | Identitat          | Partit |
| --------- | ------------------ | ------ |
| 2001-2008 | Jean-Pierre Belloc |        |
| 2008-     | Michel Soulie      |        |